# Прапор Ліми
Прапор Ліми (і прилеглої провінції) складається із золотого фону. У центрі прапора зображена міська печатка. Девіз на гербі: «Hoc signum vere regum est», що у вільному перекладі з латини означає «Воістину це знак царя», маючи на увазі панування Христа.
Франциско Пісарро «заснував Ліму в День Королів ... саме з цієї причини Ліма взяла як герб три корони святих Королів і сяючу зірку, яка з'явилася їм».  :115

## Зовнішні посилання
- Прапор міста Ліма [Архівовано 1999-04-20 у Wayback Machine.]  </link>